# 630かがわ
『630かがわ』（ろくさんまるかがわ）は、香川県向けに放送されたNHK高松放送局制作のローカルニュース番組である。

## 出演者

### キャスター
- 1996年4月 - 1997年3月 - 山路忠生[1]・谷本浩美・佐伯真規[1]・高橋明美
- 1997年4月 - 1998年3月 - 上岡亮・高橋明美